# 인간 개발 보고서
인간개발보고서(人間開發報告書, 영어: Human Development Report, HDR)는 유엔개발계획(UNDP)이 1990년 이후 매년 발행하고 있는 보고서이다.

## 개요
10여개 언어로 번역되어 120개국 이상의 나라에서 발행되고 있다. 유엔 개발 계획이 발표하는 각종 자료에는 다음과 같은 것들이 있다.
- 인간개발지수 (Human Development Index; HDI)
- 성개발지수 (Gender-related Development Index; GDI)
- 성권한척도 (Gender Empowerment Measure; GEM))
- 인간빈곤지수 (Human Poverty Index; HPI)

또한 매년 테마가 정해져 있으며 그것에 대한 제언도 있다.

## 인간 개발 보고서(HDR)
영어 판은 웹사이트에서 열람할 수 있다.
- 《인간 개발 보고서 2010》 진정한 국부 - 인간 개발의 길
- 《인간 개발 보고서 2009》 장벽을 넘어 - 사람의 이동과 개발
- 《인간 개발 보고서 2007/2008》 기후 변화와의 싸움 - 분단된 세계에서 시도하는 인류의 단결
- 《인간 개발 보고서 2006》 물 위기 신화를 넘어 : 수자원을 둘러싼 권력 투쟁과 빈곤, 글로벌 이슈
- 《인간 개발 보고서 2005》 기로에 선 국제 협력 : 불평등 세계에서 원조, 무역, 안보
- 《인간 개발 보고서 2004》 이 다양한 세계 문화의 자유를
- 《인간 개발 보고서 2003》 밀레니엄 개발 목표 (MDGs) 달성을 위한
- 《인간 개발 보고서 2002》 거버넌스와 인간 개발
- 《인간 개발 보고서 2001》 신기술과 인간 개발
- 《인간 개발 보고서 2000》 인권과 인간 개발

### 2000년 이전
- 《인간 개발 보고서 1990》 인간개발지수
- 《인간 개발 보고서 1991》 인간자유지수
- 《인간 개발 보고서 1992》 세계 경제 소득 격차
- 《인간 개발 보고서 1993》 고용과 성장 참가형 개발
- 《인간 개발 보고서 1994》 인간의 안전 보장
- 《인간 개발 보고서 1995》 성별과 인간 개발
- 《인간 개발 보고서 1996》 경제 성장과 인간 개발
- 《인간 개발 보고서 1997》 빈곤과 인간 개발
- 《인간 개발 보고서 1998》 소비 패턴과 인간 개발
- 《인간 개발 보고서 1999》 세계화와 인간 개발

## 같이 보기
- 유엔개발계획(UNDP)
- 인간개발지수(HDI)